# Бароко (фільм)
«Бароко» (фр. Barocco) — французький фільм 1976 року, поставлений режисером Андре Тешіне з Ізабель Аджані і Жераром Депардьє у головних ролях. Фільм було номіновано у 9 категоріях на здобуття французької національної кінопремії «Сезар», у трьох з яких він отримав нагороди .

## Сюжет
Дія фільму відбувається в Амстердамі. Під час передвиборчої кампанії звичайному боксерові Самсону (Жерар Депардьє) пропонують знеславити одного з кандидатів, розповівши історію про те, як він піддавався насильству з його боку в дитинстві. В той же час інший кандидат також пропонує великі гроші Самсону за мовчання. Самсон вирішує обдурити обох просто втікши з грошима за кордон разом зі своєю коханою Лаурою (Ізабель Аджані). Вони домовляються зустрітися на вокзалі, але Самсона викрадають і вбивають. Вбивця Самсона, напрочуд схожий на самого Самсона, починає полювати за Лаурою, але потім вони закохуються один в одного і вже разом тікають від погоні.

## У ролях
| Ізабель Аджані       | ···· | Лаура                   |
| Жерар Депардьє       | ···· | Самсон / вбивця Самсона |
| Марі-Франс Пізьє     | ···· | Неллі                   |
| Жан-Клод Бріалі      | ···· | Волт                    |
| Жульєн Гійомар       | ···· | Готьє                   |
| Елен Сюржер          | ···· | Антуанетта              |
| Жан-Франсуа Стевенен | ···· | темний молодий чоловік  |

## Назва фільму
Андре Тешіне запозичив назву фільму від назви роботи кубинського письменника і художника Северо Сардуя «Бароко» (порт. Barroco) . Режисер був також натхненний бароковим живописом, «Обміном принцес» (1621—1625) Рубенса, в якому одна фігура стає копією іншої.

## Визнання
| Нагороди та номінації фільму «Бароко» | Нагороди та номінації фільму «Бароко» | Нагороди та номінації фільму «Бароко» | Нагороди та номінації фільму «Бароко» | Нагороди та номінації фільму «Бароко» | Нагороди та номінації фільму «Бароко» |
| Рік                                   | Кінофестиваль/кінопремія              | Категорія/нагорода                    | Номінант                              | Результат                             | Результат                             |
| ------------------------------------- | ------------------------------------- | ------------------------------------- | ------------------------------------- | ------------------------------------- | ------------------------------------- |
| 1977                                  | 2-а церемонія премії «Сезар»          | Найкращий фільм                       | Бароко                                | Номінація                             |                                       |
| 1977                                  | 2-а церемонія премії «Сезар»          | Найкращий режисер                     | Андре Тешіне                          | Номінація                             |                                       |
| 1977                                  | 2-а церемонія премії «Сезар»          | Найкраща акторка                      | Ізабель Аджані                        | Номінація                             |                                       |
| 1977                                  | 2-а церемонія премії «Сезар»          | Найкраща акторка другого плану        | Марі-Франс Пізьє                      | Перемога                              |                                       |
| 1977                                  | 2-а церемонія премії «Сезар»          | Найкраща операторська робота          | Бруно Нюйттен                         | Перемога                              |                                       |
| 1977                                  | 2-а церемонія премії «Сезар»          | Найкращі декорації                    | Фердінандо Скарфіотті                 | Номінація                             |                                       |
| 1977                                  | 2-а церемонія премії «Сезар»          | Найкращий монтаж                      | Клодін Мерлен                         | Номінація                             |                                       |
| 1977                                  | 2-а церемонія премії «Сезар»          | Найкращий звук                        | Поль Лене                             | Номінація                             |                                       |
| 1977                                  | 2-а церемонія премії «Сезар»          | Найкраща музика до фільму             | Філіп Сард                            | Перемога                              |                                       |